# Hartbert von Brandenburg
Hartbert war von 1102 bis 1122/1123 Bischof von Brandenburg.

## Leben
Zum Bischof geweiht wurde Hartbert vom Magdeburger Erzbischof Hartwig. Als Weihbischof erschien er 1107 in der Mainzer Diözese. Dort weihte er eine Kirche zu Medenbach im Taunus. 1108 rief er gemeinsam mit den Bischöfen der magdeburgischen Kirchenprovinz und den weltlichen Herren Ostsachsens zu einem gemeinsamen Kreuzzug gegen die Wenden auf. Bald darauf unternahm er von sich aus persönlich den ersten Missionsversuch und ließ in Leitzkau eine Holzkirche errichten. Als Weihbischof war er 1112 wieder in Mitteldeutschland tätig, wo er am 8. September ein Oratorium im Kloster Herrenbreitungen weihte. Danach setzte der Bischof in seiner Diözese das begonnene Missionswerk fort und ließ um 1113 bis 1114 die Steinkirche zu Leitzkau erbauen. Im Juni 1119 nahm er an dem Begräbnis des Erzbischofs Adelgoz teil. Im Februar 1122 erschien er am kaiserlichen Hof Heinrichs V. in Würzburg. Das Datum und der Ort seines Todes sind unbekannt.

## Quelle
- Personendatenbank zur Germania Sacra, abgerufen am 27. Juni 2017.
- Germania-sacra, abgerufen am 27. Juni 2017.